# RPG Maker 2003
《RPG Maker 2003》（遊戲製作大師RPG篇）（又稱RM2K3）是RPG製作大師系列中第三個運行於Microsoft Windows作業系統上之电子角色扮演游戏（RPG）製作軟體，為RPG Maker 2000的續作。由日本Enterbrain發行。
台灣由光譜資訊代理，軟體名稱為《RPG製作大師2》。

## 特色
能夠以2003的方式編輯RPG Maker 2000所製作的遊戲，但編輯過後將無法再使用RPG Maker 2000編輯

### 畫面
RPG Maker 2000的遊戲以320x240作為顯示解析度，16x16的地圖元件單位，以及24x32的角色單位。其預設的藍色訊息框及選單系統為RPG Maker 2003遊戲的特徵，亦可以修改。有些人將其低解析度視為畫面的限制，但也有其好處，因為低解析度使其可運行在更舊的電腦上。

## 資訊
最低配備:
```
      *作業系統: Microsoft® Windows® XP/Vista/7/8
      *處理器: Intel® Pentium®4 1.5GHz
      *記憶體: 256 MB 記憶體
      *顯示卡: 1024x768 or better video resolution in High Color mode
      *儲存空間: 100 MB 可用空間
      *音效卡: DirectSound-compatible sound card
```

### 戰鬥
RPG Maker 2003使用橫向戰鬥，即敵方角色在畫面左方，我方角色在畫面右方。並採用即時制或半即時制作戰。

## 外部連結
- ツクールweb (RPG Maker系列官方網站) （日語）
- 英文版官方網站（页面存档备份，存于） （英文）
- 巴哈姆特RPG製作大師哈拉板（页面存档备份，存于） （繁體中文）
- RPG2003事件指令教學網站 （繁體中文）